# Wilfried Bölke
Wilfried Bölke (* 10. März 1938 in Schlawe, Hinterpommern) ist ein deutscher Agrarwissenschaftler und Schliemann-Forscher sowie der Initiator und Mitbegründer des Heinrich-Schliemann-Museums in Ankershagen/ Mecklenburg.

## Leben
Bölke, geboren in Schlawe als Sohn eines Verwaltungsbeamten, studierte nach seinem Schulbesuch in Potsdam von 1957 bis 1963 Landwirtschaft an der Martin-Luther-Universität Halle/Saale. Von 1964 bis 1985 war er wissenschaftlicher Mitarbeiter in einem staatlichen Pflanzenzuchtbetrieb in Bocksee (Ankershagen/Mecklenburg) und promovierte 1974 zum Dr. agr. an der Universität Rostock.
In dieser Zeit begann er, sich mit dem Leben und Wirken des Archäologen Heinrich Schliemanns zu beschäftigen und dessen Erbe in dessen Heimatort Ankershagen öffentlichkeitswirksam zu pflegen und zu bewahren. 1978 wurde Bölke in den ehrenamtlich arbeitenden Schliemann-Beirat des Kreises Waren (Müritz) als Vorsitzender berufen mit der Zielstellung, in Schliemanns ehemaligem Elternhaus eine Gedenkstätte einzurichten. Flankierend begann er eine umfangreiche Vortragstätigkeit in der URANIA – Gesellschaft zur Verbreitung wissenschaftlicher Kenntnisse.
Ab 1980 leitete er ehrenamtlich die Schliemann-Gedenkstätte, die anlässlich des 90. Todestages Schliemanns in dessen Elternhaus eingerichtet wurde.
In den folgenden Jahren entwickelte Bölke die kleine Gedenkstätte schrittweise zu einer Forschungseinrichtung, indem er Kontakte zu Schliemannforschern im In- und Ausland aufnahm und eigene Forschungsarbeiten zur Biographie Heinrich Schliemanns begann. Der Schwerpunkt lag dabei auf Schliemanns Beziehungen zu seinem Heimatort Ankershagen und zu seiner mecklenburgischen Heimat sowie Schliemann und seine mecklenburgische und russische Familie. So fand 1985 das erste wissenschaftliche Kolloquium mit Beteiligung namhafter Fachleute von Universitäten und der Akademie der Wissenschaften der DDR unter seiner Leitung statt.
1986 wurde die Schliemann-Gedenkstätte in das hauptamtlich geleitete Heinrich-Schliemann-Museum umgewandelt und Bölke zu seinem ersten Direktor berufen. Er leitete es bis 2003.
Bölke begründete 1987 die Schriftenreihe „Mitteilungen aus dem Heinrich-Schliemann-Museum Ankershagen“ (bisher 15 Hefte).
Unter seiner Leitung profilierte sich das Heinrich-Schliemann-Museum zu einer national und international anerkannten Gedenk- und Forschungsstätte, einer in dieser Form einmaligen musealen Einrichtung für Heinrich Schliemann in der Welt.
Nach dem Ende der DDR wurde Wilfried Bölke erster frei gewählter Bürgermeister der Schliemanngemeinde Ankershagen und übte dieses Amt von 1990 bis 1992 aus. Auf seine Initiative schloss die Gemeinde 1996 eine Partnerschaftsvereinbarung mit der Gemeinde Mykene in Griechenland ab. Seit 2012 ist er Ehrenbürger von Ankershagen.
1991 war er Mitbegründer der Heinrich-Schliemann-Gesellschaft Ankershagen e.V. (HSG), die im selben Jahr als erste Vereinigung aus den neuen Bundesländern in die Vereinigung der Deutsch-Griechischen Gesellschaften (VDGG) aufgenommen wurde.
Nach Erreichen des Ruhestandes 2003 widmete sich Bölke vermehrt der Schliemann-Forschung, speziell der Auswertung des Briefwechsels Heinrich Schliemanns mit dem Vater und den Geschwistern (2016 publiziert), der Auswertung des Briefwechsels zwischen Heinrich Schliemann und dem Altphilologen Otto Keller (1838–1927), Gustav von Eckenbrecher (1807–1887), sowie dem Maler Carl Maria Seyppel (1847–1913).
Wilfried Bölkes Leistungen wurden vielfältig öffentlich gewürdigt: 1982 mit der Ehrennadel der URANIA in Gold, 1990 mit der Schliemann-Medaille  der Akademie der Wissenschaften zu Berlin und der Schliemann-Medaille des Kreistages Waren (Müritz), 1997 mit der Friedrich-Lisch-Medaille, 1997 mit dem Annalise-Wagner-Preis, 2009 mit der Leibniz-Medaille der Leibniz-Sozietät der Wissenschaften zu Berlin, 2011 mit dem Kulturpreis (Goldener Ehrenring) der Vereinigung der Deutsch-Griechischen Gesellschaften und 2012 mit dem Bundesverdienstkreuz am Bande.
2018 wurde ihm die Ehrenmitgliedschaft der Heinrich-Schliemann-Gesellschaft verliehen.
Wilfried Bölke lebt in Ankershagen/Mecklenburg, ist verheiratet und hat zwei Kinder.

## Werke (Auswahl)
- 1988: Heinrich Schliemann und Ankershagen – Heimat, Kindheit und Elternhaus. Heinrich-Schliemann-Museum. Ankershagen
- 1990: Mit Tom Crepon: Heinrich Schliemann – Odyssee seines Lebens. Berlin: Verlag Neues Leben, ISBN 978-3-355-01029-0
- 1996: Heinrich Schliemann. Ein berühmter Mecklenburger. Schwerin: Demmler, ISBN 3-910150-36-5
- 1996: Als Hrsg.: Heinrich-Schliemann's Selbstbiographie von 1892. Unveränderter Nachdruck mit einer Nachbetrachtung: Heinrich-Schliemann-Museum Ankershagen
- 1996: Mit Hans Einsle: Das Heinrich-Schliemann-Lexikon. Bremen; Rostock: Ed. Temmen, ISBN 978-3-86108-290-3
- 2000: Als Hrsg.: Heinrich Schliemann. Auf den Spuren Homers. Stuttgart, ISBN 3-522-69011-7
- 2003: Mit Reinhard Witte (Autoren und Hrsg.): Heinrich-Schliemann-Museum Ankershagen. Führer durch die ständige Ausstellung. Ankershagen: Heinrich-Schliemann-Museum
- 2013: Neues aus den Archiven in Sachen Heinrich Schliemann. Eigenverlag Wilfried Bölke. Bocksee. 2. Auflage. Bocksee 2021, ISBN 978-3-9823541-0-1
- 2015: Dein Name ist unsterblich für alle Zeiten. Das Leben Heinrich Schliemanns im Briefwechsel mit seiner mecklenburgischen Familie. Duisburg: Wellem, ISBN 978-3-941820-18-0